# Selim Bayraktar
Selim Bayraktar (* 17. Juni 1975 in Kirkuk) ist ein türkischer Schauspieler.

## Leben und Karriere
Selim Bayraktar wurde am 17. Juni 1975 in Kirkuk geboren. Er ist turkmenischer Abstammung. Er studierte an der Hacettepe-Universität. Sein Debüt gab er 2006 in der Fernsehserie Köprü. Danach spielte er im selben Jahr in der Serie Bir Bulut Olsam. Anschließend wurde er 2009 für den Film Büyük Oyun gecastet. Von 2011 bis 2014 war Bayraktar in Muhteşem Yüzyıl zu sehen. Bekanntheit erlangte er 2020 in Der Aufstieg von Weltreichen: Das osmanische Reich.
Zwischen 2021 und 2022 spielte er in der Serie Destan die Hauptrolle. 2023 bekam Bayraktar eine Rolle in Veda Mektubu. Zudem spricht er fließend Türkisch, Arabisch, Kurdisch und Englisch.

## Filmografie (Auswahl)
Filme
- 2009: Büyük Oyun
- 2013: Romantik Komedi 2: Bekarlığa Veda
- 2015: Aşk Sana Benzer
- 2017: Cingöz Recai: Bir Efsanenin Dönüşü
- 2018: Sevgili Komşum
- 2018: Arada
- 2022: Soygun Oyunu: Büyük Vurgun

Serien
- 2006: Köprü
- 2006: Bir Bulut Olsam
- 2011–2014: Muhteşem Yüzyıl
- 2016: Gecenin Kraliçesi
- 2018: Ağlama Anne
- 2020: Der Aufstieg von Weltreichen: Das osmanische Reich
- 2021: Vahşi Şeyler
- 2021–2022: Destan
- 2023: Veda Mektubu